# Metzgeriaceae
Metzgeriaceae, porodica jetrenjarki u razredu Metzgeriales. Ime porodice i reda došlo je po rodu Metzgeria. 

## Rodovi
- genus: Apertithallus Kuwah.
- genus: Apometzgeria Kuwah.
- genus: Austrometzgeria Kuwah.
- genus: Echinogyna Dumort.
- genus: Echinomitrion Corda
- genus: Fasciola Dumort.
- genus: Herverus Gray
- genus: *Marsilea Adans. nom. illeg.
- genus: Rhyzophyllum P. Beauv.
- genus: Metzgerites X.W. Wu & B.X. Li (14 spp.)
- genus: Metzgeria Raddi (119 spp.)
- genus: Steereella Kuwah. (3 spp.)
- genus: Vandiemenia Hewson (1 sp.)

## Sinonimi
- Vandiemeniaceae